# Galip

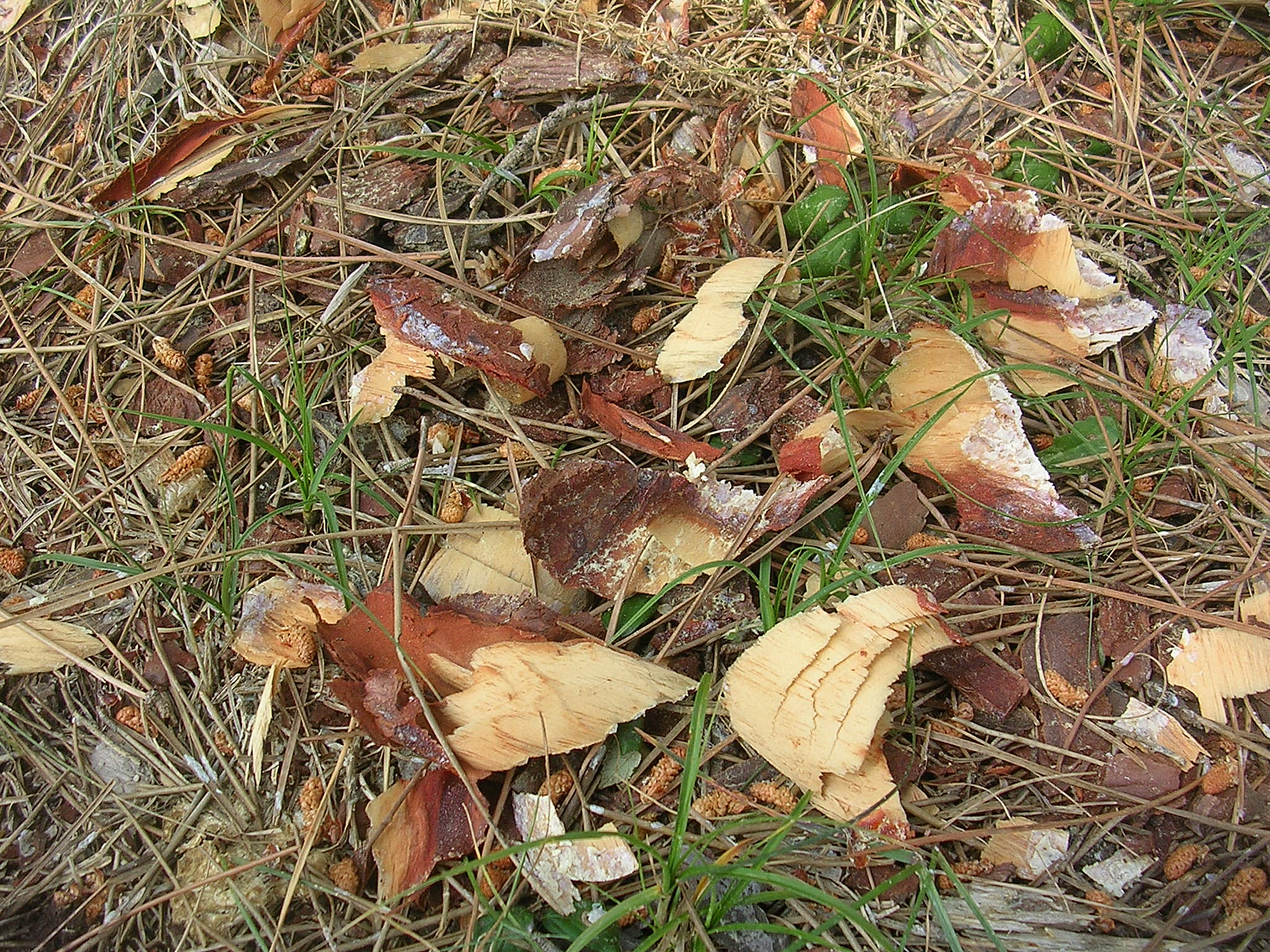
Galips au sol, au pied d'un pin gemmé à Mimizan

Le galip (du gascon galip) est un terme régional des Landes de Gascogne, désignant un fin copeau de l'aubier du pin maritime arraché au tronc par le gemmeur, à l'aide de son hapchot, lors de l'entretien de la care (voir pique).

## Présentation
Les galips (également appelés gemelles) taillés à hauteur d'homme sont dits en aile de pigeon à cause de leur forme, donnée par les incisions répétées au hapchot avant de les faire tomber. 
Les galips taillés en hauteur (à la tire) sont très allongés et d'un seul morceau.
Naturellement imbibés de résine séchée (le galipot) inflammable, les galips étaient souvent ramassés et constituaient d'excellents allume-feu, en association avec les pignes. Leur ramassage, s’apparentant au droit de glane, permettait également de prévenir les incendies de forêt. Les galips, permettant d’évaluer le niveau d’exploitation de la forêt, ont disparu au cours des années 1980, lorsque les giclées d’acide sulfurique ont remplacé l’entretien de la care au hapchot.

## Citation
« On les appelait galips ou gemelles.
 On les mariait aux pommes de pin
Dans les feux du soir en brûle-parfums.
On en parle encore, avec regret.
On en parle encore, mais à l’imparfait. »